# لی میشل
لی میشل سارفاتی (به انگلیسی Lea Michele Sarfati) (متولد ۲۹ اوت ۱۹۸۶) خواننده و بازیگر آمریکایی است. وی اکنون پس از اتمام نقش ریچل بری در سریال موزیکال شبکه رسانه‌ای فاکس گلی و فیلم شب سال نو که در کنار اشتون کوچر بازی کرد در حال بازی در نقش هستر در سریال ملکه‌های جیغ است. اجراهای میشل در محدوده سوپرانو قرار می‌گیرد.

## زندگی شخصی
لی میشل سارافاتی در ۲۹ اوت ۱۹۸۶ در نیو یورک زاده شده است. مادر او ادیث تی سارافاتی و پدر او مارک دی سارافاتی مادر او ایتالیایی آمریکایی و پدرش یک یهودی اسپانیایی است. او از همان دوران نو جوانی آرزوی برادوی را داشته است و به گفته ریان مورفی کارگردان سریال گلی یکی از دلایل انتخاب لی به عنوان نقش ریچل شباهت او به این کاراکتر است.